# Faro de Punta del Castillete
El faro de Punta del Castillete es un faro situado en la isla de Gran Canaria (Islas Canarias, España) que se encarga de balizar para la navegación marítima las costas del suroeste de la isla, en la franja de litoral que abarca desde la zona cubierta por la punta de La Aldea, al noroeste, y el faro de Maspalomas, ubicado al sureste.

## El faro
Debido a la zona de sombra que existía en la costa suroeste de la isla de Gran Canaria, en el Plan de Señales Marítimas 1985/89 del Ministerio de Obras Públicas de España se incluyó la construcción de un nuevo faro en el lugar conocido como punta del Castillete, emplazándolo en lo alto de un acantilado de 94 metros cerca del puerto pesquero y deportivo de Mogán.

## Obras y equipamiento
La construcción del faro fue autorizada el 11 de enero de 1988 y el proyecto encargado a los ingenieros Sergio de la fe Marrero y Manuel Monterde Vázquez. Las obras fueron adjudicadas por un importe total de 30.068.123 de pesetas y fueron concluidas en 1995, entrando en servicio la instalación durante la noche del 15 de marzo de 1996.
De estilo moderno, alejado de los diseños estandarizados que se estaban utilizando hasta el momento en los faros de nueva planta, los ingenieros concibieron una construcción en dos cuerpos. El primero de ellos es una base cuadrada con dependencias para albergar las baterías y cuadros eléctricos y de mandos. Desde este pedestal se levanta la segunda parte de la estructura, una columna cuadrada que se erige a modo de torre, con una base considerablemente menor a la del cuerpo inferior. El fuste es de hormigón armado, alberga en su interior un ascensor, y está rodeado por una escalera externa que llega hasta una terraza donde están colocados los paneles fotovoltaicos que suministran la electricidad necesaria para el funcionamiento del faro. Desde esta terraza se llega al remate de la torre, mediante una escalerilla vertical adosada a la pared, que da acceso a una plataforma en la que se encuentra la linterna y, unido a este cuerpo superior, un pararrayos.
El faro dispone de una linterna de 50 centímetros de diámetro de la casa sueca AB Gas-accumulator and AB Svenska Gasaccumulator (AGA), no visitable y de óptica fija, con un cupulino desmontable para facilitar su limpieza y mantenimiento. Está equipada con un cambiador de lámparas cuádruple marca Tecmar de tipo noria y un cuenta con un destello doble. La única fuente de alimentación de la baliza es la energía solar fotovoltaica que alimenta a un grupo de baterías, no recibiendo energía de la red eléctrica principal.